# Bolitoglossa diaphora
Bolitoglossa diaphora é uma espécie de anfíbio caudado pertencente à família Plethodontidae, sub-família Plethodontinae.